# アサンテ方言
アサンテ方言（アサンテほうげん、英: Asante dialect）はガーナ南部で、アカン語の雅語として使用されている3つの方言のひとつである。他の2つ方言はアクアペム方言とファンティ語である。アサンテ方言は、かつてのアシャンティ王国の首都であり、現在のアシャンティ州の州都であるクマシとその周辺で話されている。
アサンテ方言とアクアペム方言はトウィ語として知られており、相互理解可能性がある。

## 言語名別称
- Ashante Twi
- Asanti
- Achanti